# Barusia hofferi
Espèce
Synonymes
- Paraleptoneta hofferi Kratochvíl, 1935

Barusia hofferi est une espèce d'araignées aranéomorphes de la famille des Leptonetidae.

## Distribution
Cette espèce est endémique du Monténégro. Elle se rencontre dans la grotte Pećina kod Blagojevića dans le Krivošije.

## Étymologie
Son nom d'espèce lui a été donné en référence au lieu de sa découverte, la Laconie.

## Publication originale
- Kratochvíl, 1935 : Araignées cavernicoles de Krivosije. Práce Moravské Přírodovědecké Společnosti, vol. 9, no 12, p. 1-25.